# Édgar Gerardo Lugo
Édgar Gerardo Lugo Aranda (Ciudad de México, 31 de diciembre de 1984) es un exfutbolista mexicano, se desempeñó como mediocampista ofensivo y su último club fue el Club Sport Herediano de Costa Rica.
Un mediocampista creativo, Lugo normalmente se desempeñó como el volante de creación pero también puede jugar como volante por la banda y enganche. Sus principales atributos son su control de balón y su precisión para pasar. Lugo es conocido por su capacidad para asistir y anotar goles.
Lugo ha jugado en Cruz Azul, Puebla, Monarcas Morelia, Santos Laguna, Tigres UANL (donde fue campeón), Tiburones Rojos de Veracruz y Querétaro. Es el hijo de Gerardo Lugo Gómez.
Actualmente juega en la Kings League como jugador de Peluche Caligari.

## Trayectoria
Su primer equipo fue el Cruz Azul, posteriormente el Cruz Azul Hidalgo y al fin en 2003 se integró al primer equipo. El 27 de enero de 2007 fue la fecha en la que debutó Edgar Gerardo Lugo en la Primera División de México en contra del Atlante, en el cual el cuadro celeste fue derrotado por un marcador de 1 a 0. Su primer gol como profesional fue el 14 de octubre de 2007 en el Estadio Cuauhtémoc al Puebla, este gol fue obra de una gran jugada de César Delgado que se llevó a varios camoteros a su paso, dio el pase y Lugo solo tuvo que empujar la pelota a las redes.
En el Clausura 2008 con la dirección técnica de Sergio Markarian tuvo mayores oportunidades para jugar, se hizo de la titularidad en el equipo logrando el subcampeonato y anotó 4 goles, a Pachuca, Atlante, Monterrey y Tecos. Debido a su irregularidad, no pudo hacerse de un lugar definitivo en el cuadro titular.
El 21 de mayo se dio a conocer que jugaría a préstamo con el Puebla.
Al llegar al Monarcas Morelia empieza siendo banca y relevo, pero en los últimos partidos comenzó a marcar goles y a ser titular en el esquema del equipo.
En el draft 2012 realizado en Cancún, Quintana Roo; Lugo llegó a un acuerdo con Santos Laguna y Monarcas Morelia lo vendió, vendiendo también todos los derechos del jugador que le pertenecían a Cruz Azul, club con el que debutó.
En 2013, es transferido a los Tigres de la UANL. Bajo el mando del experimentado y disciplinado director técnico Ricardo Ferretti, Lugo retoma nivel y cubre la posición de enganche en el equipo, posición que ocupase el icónico Lucas Lobos antes de su salida al Deportivo Toluca. Con Tigres logra su primer título al ganar la Copa MX Clausura 2014, así como su primer título de Liga al ganar el torneo Apertura 2015, para posteriormente ser transferido al Tiburones Rojos de Veracruz.
En Veracruz jugó solo el torneo Clausura 2016, donde fue campeón de la Copa MX.
En 2016 sería transferido al FC Juárez, equipo de la Liga de Ascenso de México; sin embargo no llegó a un acuerdo con el club y se quedó sin la posibilidad de jugar un semestre en México. 
Después de militar 1 año en el Querétaro, actualmente se desempeña en el Club Constructores FC, de la liga del semidesierto.

## Selección nacional
Tras conseguir afianzarse en el cuadro de Morelia, Lugo es llamado a la selección absoluta mexicana por el director técnico José Manuel de la Torre. El debut de Gerardo con el combinado nacional se dio el 29 de febrero de 2012 en un partido amistoso ante Colombia, celebrado en la ciudad norteamericana de Miami.

## Clubes
| Club                 | País           | Año           | PJ  | Goles |
| -------------------- | -------------- | ------------- | --- | ----- |
| Cruz Azul            | México         | 2007 - 2010   | 108 | 15    |
| Puebla               | México         | 2010 - 2011   | 37  | 5     |
| Monarcas Morelia     | México         | 2011 - 2012   | 47  | 10    |
| Santos Laguna        | México         | 2012 - 2013   | 31  | 1     |
| Tigres UANL          | México         | 2013 - 2016   | 93  | 9     |
| Veracruz             | México         | 2016          | 11  | 0     |
| Querétaro            | México         | 2017          | 20  | 1     |
| Las Vegas Lights FC  | Estados Unidos | 2017          |     |       |
| Club Sport Herediano | Costa Rica     | 2017 - 2019   | 43  | 1     |
| Total carrera        | Total carrera  | Total carrera | 390 | 42    |

## Palmarés

### Campeonatos nacionales
| Título              | Club        | País       | Año  |
| ------------------- | ----------- | ---------- | ---- |
| Copa México         | Tigres UANL | México     | 2014 |
| Primera División    | Tigres UANL | México     | 2015 |
| Copa México         | Veracruz    | México     | 2016 |
| Copa México         | Querétaro   | México     | 2016 |
| Supercopa de México | Querétaro   | México     | 2017 |
| Primera División    | Herediano   | Costa Rica | 2018 |

### Campeonatos internacionales
| Título        | Club      | Lugar       | Año  |
| ------------- | --------- | ----------- | ---- |
| Liga Concacaf | Herediano | Tegucigalpa | 2018 |

### Campeonatos amistosos
| Título            | Club      | País           | Año  |
| ----------------- | --------- | -------------- | ---- |
| Copa Panamericana | Cruz Azul | Estados Unidos | 2007 |